# Sclerophrys superciliaris
Espèce
Synonymes
- Bufo superciliaris Boulenger, 1888 "1887"
- Amietophrynus superciliaris (Boulenger, 1888 "1887")
- Bufo laevissimus Werner, 1897
- Bufo chevalieri Mocquard, 1908
- Amietophrynus chevalieri (Mocquard, 1908)
- Amietophrynus superciliaris chevalieri (Mocquard, 1908)

Statut de conservation UICN

 LC  : Préoccupation mineure
Statut CITES
Sclerophrys superciliaris est une espèce d'amphibiens de la famille des Bufonidae.

## Répartition
Cette espèce se rencontre généralement en forêt de basse altitude :
- dans le sud de la Guinée ;
- dans l'est de la Sierra Leone ;
- au Liberia ;
- dans le sud de la Côte d'Ivoire ;
- dans le Sud du Ghana ;
- dans l'extrême Sud-Est du Nigeria ;
- dans la moitié Sud du Cameroun ;
- dans la partie continentale de la Guinée équatoriale ;
- dans la moitié Nord du Gabon ;
- dans la partie Nord-équatoriale de la République Démocratique du Congo

## Taxinomie

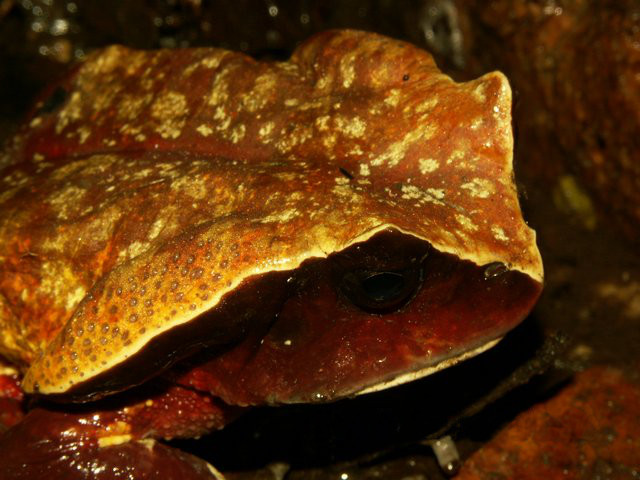
Sclerophrys superciliaris

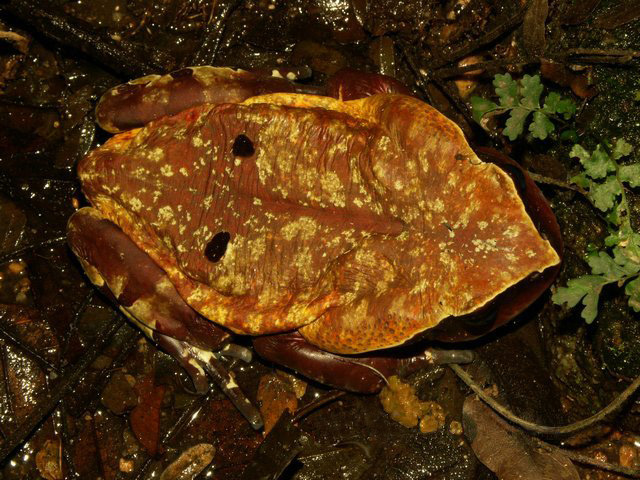
Sclerophrys superciliaris

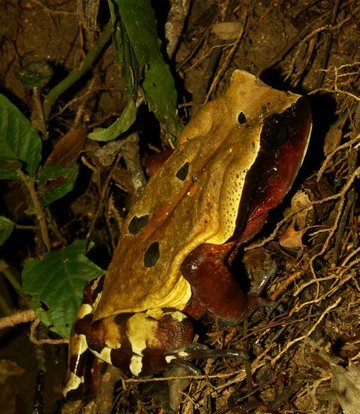
Sclerophrys superciliaris

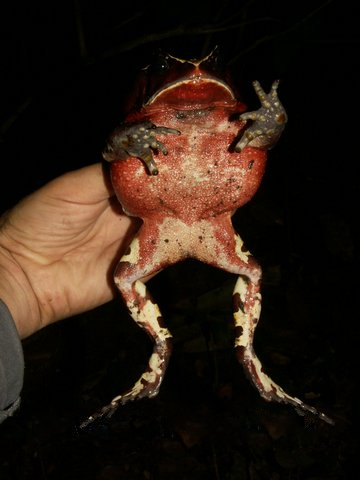
Sclerophrys superciliaris

La population de Sclerophrys superciliaris de la République démocratique du Congo a été divisée en deux espèces distinctes: cette dernière et Sclerophrys channingi, se situant au sud-est de l'aire de répartition de S. superciliaris. Deux sous-espèces ont également été définies par Barej et al. en 2011 Sclerophrys superciliaris superciliaris d'Afrique équatoriale et Sclerophrys superciliaris chevalieri d'Afrique de l'Ouest.

## Publication originale
- Boulenger, 1888 "1887" : List of the reptiles and batrachians collected by Mr. H. H. Johnston on the Rio del Rey, Cameroons District, W. Africa. Proceedings of the Zoological Society of London, vol. 1887, p. 564-565 (texte intégral).